# Liste der Kulturdenkmale in Tolkewitz
Die Liste der Kulturdenkmale in Tolkewitz umfasst die Kulturdenkmale der Dresdner Gemarkung Tolkewitz. Grundlage bildet das vom Landesamt für Denkmalpflege Sachsen verfasste und beständig aktualisierte Denkmalverzeichnis. Der äußerste Norden der Gemarkung gehört zum Denkmalschutzgebiet Blasewitz/Striesen-Nordost (in Kraft gesetzt am 28. März 1997).
Die Anmerkungen sind zu beachten.
Diese Liste ist eine Teilliste der Liste der Kulturdenkmale in Dresden. 

## Legende
- Bild: Bild des Kulturdenkmals, ggf. zusätzlich mit einem Link zu weiteren Fotos des Kulturdenkmals im Medienarchiv Wikimedia Commons. Wenn man auf das Kamerasymbol klickt, können Fotos zu Kulturdenkmalen aus dieser Liste hochgeladen werden:
- Bezeichnung: Denkmalgeschützte Objekte und ggf. Bauwerksname des Kulturdenkmals
- Lage: Straßenname und Hausnummer oder Flurstücknummer des Kulturdenkmals. Die Grundsortierung der Liste erfolgt nach dieser Adresse. Der Link (Karte) führt zu verschiedenen Kartendiensten mit der Position des Kulturdenkmals. Fehlt dieser Link, wurden die Koordinaten noch nicht eingetragen. Sind diese bekannt, können sie über ein Tool mit einer Kartenansicht einfach nachgetragen werden. In dieser Kartenansicht sind Kulturdenkmale ohne Koordinaten mit einem roten bzw. orangen Marker dargestellt und können durch Verschieben auf die richtige Position in der Karte mit Koordinaten versehen werden. Kulturdenkmale ohne Bild sind an einem blauen bzw. roten Marker erkennbar.
- Datierung: Baubeginn, Fertigstellung, Datum der Erstnennung oder grobe zeitliche Einordnung entsprechend des Eintrags in der sächsischen Denkmaldatenbank
- Beschreibung: Kurzcharakteristik des Kulturdenkmals entsprechend des Eintrags in der sächsischen Denkmaldatenbank, ggf. ergänzt durch die dort nur selten veröffentlichten Erfassungstexte oder zusätzliche Informationen
- ID: Vom Landesamt für Denkmalpflege Sachsen vergebene, das Kulturdenkmal eindeutig identifizierende Objekt-Nummer. Der Link führt zum PDF-Denkmaldokument des Landesamtes für Denkmalpflege Sachsen. Bei ehemaligen Kulturdenkmalen können die Objektnummern unbekannt sein und deshalb fehlen bzw. die Links von aus der Datenbank entfernten Objektnummern ins Leere führen. Ein ggf. vorhandenes Icon  führt zu den Angaben des Kulturdenkmals bei Wikidata.

## Liste der Kulturdenkmale in Tolkewitz
| Bild                                    | Bezeichnung | Lage                                                               | Datierung | Beschreibung | ID       |
| --------------------------------------- | --- | ------------------------------------------------------------------ | --- | --- | -------- |
| Direkt Bild zu diesem Denkmal hochladen | Denkmalschutzgebiet Blasewitz/Striesen-Nordost | (Karte)                                                            | | stadtgeschichtlich, städtebaukünstlerisch und mit bemerkenswerter architektonischer Qualität und Vielfalt außerordentlich bedeutsam (in Kraft gesetzt am 28. März 1997). | 09306381 |
|                                         | Wohnhaus mit Nebengebäude in offener Bebauung | Alttolkewitz 7 (Karte)                                             | 2. Hälfte 19. Jh. (Wohnhaus) | heute als Hotel genutzt, ortsbildprägend und baugeschichtlich von Bedeutung | 09213581 |
|                                         | Wohnhaus in offener Bebauung | Alttolkewitz 15 (Karte)                                            | nach 1873 (Wohnhaus) | schlichtes ländliches Wohnhaus mit Satteldach, baugeschichtliche und ortsbildprägende Bedeutung | 09213580 |
|                                         | Wohnhaus in offener Bebauung | Alttolkewitz 16 (Karte)                                            | 1886 (Wohnhaus) | schlichtes ländliches Wohnhaus mit verbrettertem Fachwerkobergeschoss und Satteldach, baugeschichtliche Bedeutung und prägend für das Ortsbild | 09213578 |
|                                         | Wohnhaus in offener Bebauung | Alttolkewitz 18 (Karte)                                            | Ende 19. Jh. (Wohnhaus) | schlichtes ländliches Wohnhaus mit Satteldach, abgewandte Traufseite mit Fachwerkobergeschoss, baugeschichtlicher Wert, prägend für das Ortsbild | 09213579 |
|                                         | Scheune eines Bauernhofes | Alttolkewitz 21 (Karte)                                            | 19. Jh. (Scheune) | massiver, verputzter Bau mit zwei großen segmentbogigen Holztoren, ortsgeschichtlich bedeutend | 09213577 |
|                                         | Schumannscher Hof | Alttolkewitz 22 (Karte)                                            | bezeichnet 1874 (Wohnstallhaus), bezeichnet 1841 (Scheune), bezeichnet 1822 (Remise)                                                             | Bauernhof bzw. Gutshof (ehem.) mit Wohnstallhaus, Seitengebäude (zweites Wohnhaus) mit angebautem Stall- bzw. Remisentrakt, Taubenhaus und Toranlage; in Form eines Vierseithofes, völlig zu Wohnzwecken umgebaut, geschichtliche Bedeutung, wichtiger Bestandteil des Ortsbildes. | 09213574 |
|                                         | Wohnhaus in offener Bebauung | Alttolkewitz 29 (Karte)                                            | 19. Jh. (Wohnhaus) | schlichter zweigeschossiger Massivbau mit Satteldach, baugeschichtlich von Bedeutung, ortsgeschichtlicher Wert | 09213576 |
|                                         | Mietshaus in offener Bebauung mit Einfriedung | Ankerstraße 5 (Karte)                                              | 1911 (Mietshaus) | zeittypischer Putzbau der 1910er Jahre mit Reformstilelementen, baugeschichtliche Bedeutung | 09213570 |
|                                         | Mietshaus in offener Bebauung und Ecklage mit Einfriedung | Ankerstraße 7 (Karte)                                              | um 1900 (Mietshaus) | straßenbildprägender Putzbau, Lage durch verbrochene Ecke mit Zierfachwerk und Turmaufbau betont, baugeschichtlicher Wert | 09213563 |
|                                         | Mietshaus in Ecklage und offener Bebauung mit Einfriedung | Bellingrathstraße 1 (Karte)                                        | um 1900 (Mietshaus) | schlichter Klinkerbau der Jahrhundertwende mit Natursteingliederung, baugeschichtliche Bedeutung und ortsbildprägend | 09218798 |
|                                         | Doppelmietshaus in offener Bebauung | Bellingrathstraße 3; 5 (Karte)                                     | 1902 (Doppelmietshaus) | zeittypischer Putzbau vom Anfang des 20. Jahrhunderts, Ansicht geprägt von Risaliten mit Zierfachwerkgiebeln, sparsamem Dekor und Ecktürmchen, baugeschichtlicher und ortsbildprägender Wert | 09213544 |
|                                         | Mietshaus in Ecklage und offener Bebauung | Bellingrathstraße 9 (Karte)                                        | um 1900 (Mietshaus) | repräsentativer Bau mit Putzfassade, Natursteinelementen und Holzbalkonen, Lage betont durch Ecktürmchen, Jugendstilanklänge, baugeschichtliche Bedeutung und ortsbildprägender Wert | 09213545 |
| Weitere Bilder                          | Straßenbahnhof Tolkewitz; Städtisches Volksbad | Kipsdorfer Straße 153; 153b (Karte)                                | bis 1899, Betriebshof, Verwaltung, 2 Wagenhallen (Straßenbahndepot), 1899–1901 (Wohnhaus), 1899–1901 (Kohlekraftwerk)                            | Straßenbahnhof, Anlage mit Wohnhaus (Schlömilchstraße 2), Gebäude für Energieversorgung/Kraftstation (Schlömilchstraße 4, später Volksbad), Torbogen, Werkstattgebäude einschl. Konstruktionsbüros und Festsaal (Kipsdorfer Straße 153b, Schlömilchstraße 6), Dienstgebäude (Wehlener Straße 38) sowie der Fläche mit den Gleisanlagen an der Wehlener Straße, etwa 10 Stahlfachwerkbindern in einer neuen Pausenhalle sowie den Giebelwänden an der Kipsdorfer Straße (Kipsdorfer Straße 153); lange Zeit größtes Wagendepot der Stadt Dresden, ortsgeschichtlich bedeutend, als Zeugnis der Architekturentwicklung zwischen dem ausgehenden 19. Jahrhundert und der Zeit um 1955 auch baugeschichtlich von Belang, 2016–2018 zum Schulcampus Tolkewitz umgebaut. | 09213560 |
|                                         | Mietshaus in offener Bebauung und Ecklage | Kipsdorfer Straße 157 (Karte)                                      | um 1900 (Mietshaus) | zeittypischer Mietshausbau vom Anfang des 20. Jahrhunderts mit Putzfassade und sparsamem, akzentuierendem Dekor, Ansicht geprägt von verbrochener Ecke mit Dachaufsatz und -reiter, Seitenrisalite mit Balkonen auf wuchtigen Konsolen, baugeschichtliche Bedeutung und prägender Bestandteil des Straßenzuges | 09213559 |
|                                         | Doppelwohnhaus mit Einfriedung in offener Bebauung (Lewickistraße 9 und Kipsdorfer Straße 194)                                                                 | Kipsdorfer Straße 194 (Karte)                                      | 1930–1931 (Doppelwohnhaus) | charakteristisches Beispiel des Kleinwohnungs- und Siedlungsbaus um 1930, traditioneller Bau, belebt von expressionistischen Elementen, von baugeschichtlicher Bedeutung | 09218787 |
| Weitere Bilder                          | Sachgesamtheit Siedlung Schulze-Delitzsch-Straße | Knappestraße 27; 29; 31; 33; 35; 37 (Karte)                        | 1927 (Siedlung und Freiflächen) | Sachgesamtheit Siedlung der Wohnungsbaugenossenschaft für Handwerk, Handel und Gewerbe Dresden und Umgebung e.G.m.b.H. mit zahlreichen als Einzeldenkmale erfassten Gebäuden; sowie Freiflächen vor und zwischen den Baulichkeiten (Sachgesamtheitsteil); Siedlung in etwa zwischen Knappestraße, Nagelstraße, Theodorstraße und Toeplerstraße, bestehend aus 18 Wohnblöcken; baugeschichtlich und stadtentwicklungsgeschichtlich bedeutsame Siedlungsanlage. | 09304652 |
|                                         | Einzeldenkmal der Sachgesamtheit Siedlung Schulze-Delitzsch-Straße: Häuserzeile (zus. mit Lewickistraße 54 und Nagelstraße 37)                                 | Knappestraße 27; 29; 31 (Karte)                                    | 1927 (Mehrfamilienwohnhaus) | traditionelle Geschossbauten der 1920er Jahre mit Lochfassade und Walmdach, durch expressionistisches Formengut belebt, dabei zumeist die Eingangsachsen bzw. Treppenhäuser akzentuiert, baugeschichtlich und stadtentwicklungsgeschichtlich bedeutsame Siedlungsanlage (Einzeldenkmal zu ID-Nr. 09304652) | 09218797 |
|                                         | Einzeldenkmal der Sachgesamtheit Siedlung Schulze-Delitzsch-Straße: Häuserzeile (zus. mit Lewickistraße 65 und Toeplerstraße 68)                               | Knappestraße 33; 35; 37 (Karte)                                    | 1927 (Mehrfamilienwohnhaus) | traditionelle Geschossbauten der 1920er Jahre mit Lochfassade und Walmdach, durch expressionistisches Formengut belebt, dabei zumeist die Eingangsachsen bzw. Treppenhäuser akzentuiert, baugeschichtlich und stadtentwicklungsgeschichtlich bedeutsame Siedlungsanlage (Einzeldenkmal zu ID-Nr. 09304652) | 09213589 |
|                                         | Mietshaus in offener Bebauung mit Einfriedung | Lewickistraße 1 (Karte)                                            | um 1912 (Mietshaus) | zeittypischer Mietshausbau um 1910, Putzfassade mit Natursteingliederung und sparsamem Dekor, Ansicht belebt durch variierende Fensterformen, Erker und Balkone, baugeschichtliche Bedeutung | 09213549 |
|                                         | Doppelwohnhaus mit Einfriedung in offener Bebauung (Lewickistraße 9 und Kipsdorfer Straße 194)                                                                 | Lewickistraße 9 (Karte)                                            | 1930–1931 (Doppelwohnhaus) | charakteristisches Beispiel des Kleinwohnungs- und Siedlungsbaus um 1930, traditioneller Bau, belebt von expressionistischen Elementen, von baugeschichtlicher Bedeutung | 09218787 |
|                                         | Reihenhaus (mit fünf Eingängen) und Einfriedung | Lewickistraße 11; 13; 15; 17; 19; 21 (Karte)                       | 1913 (Reihenhaus) | charakteristische Kleinwohnungs- und Siedlungshäuser nach 1910 in traditioneller Gestaltung mit Klappläden, belebt durch variierende Giebel- , Gaupen- und Fensterformen, baugeschichtliche Bedeutung | 09213551 |
|                                         | Einzeldenkmal der Sachgesamtheit Siedlung Schulze-Delitzsch-Straße: Häuserzeile                                                                                | Lewickistraße 20; 22; 24; 26; 28 (Karte)                           | 1927 (Mehrfamilienwohnhaus) | traditionelle Geschossbauten der 1920er Jahre mit Lochfassade und Walmdach, durch expressionistisches Formengut belebt, dabei zumeist die Eingangsachsen bzw. Treppenhäuser akzentuiert, baugeschichtlich und stadtentwicklungsgeschichtlich bedeutsame Siedlungsanlage (Einzeldenkmal zu ID-Nr. 09304652) | 09213591 |
|                                         | Einzeldenkmal der Sachgesamtheit Siedlung Schulze-Delitzsch-Straße: Häuserzeile einschl. zwei Durchgängen an den Ecken zur Lewickistraße und zur Toeplerstraße | Lewickistraße 29 (Karte)                                           | 1927 (Mehrfamilienwohnhaus) | Häuserzeile (zus. mit Lewickistraße 29 und Toeplerstraße 28 einschl. zwei figurengeschmückten Durchgängen/Toren an den Ecken zur Lewickistraße und zur Toeplerstraße); traditionelle Geschossbauten der 1920er Jahre mit Lochfassade und Walmdach, durch expressionistisches Formengut belebt, dabei zumeist die Eingangsachsen bzw. Treppenhäuser akzentuiert, baugeschichtlich und stadtentwicklungsgeschichtlich bedeutsame Siedlungsanlage (Einzeldenkmal zu ID-Nr. 09304652) | 09218808 |
|                                         | Einzeldenkmal der Sachgesamtheit Siedlung Schulze-Delitzsch-Straße: Häuserzeile (zus. mit Nagelstraße 13 und Lewickistraße 30)                                 | Lewickistraße 30 (Karte)                                           | 1927 (Mehrfamilienwohnhaus) | traditionelle Geschossbauten der 1920er Jahre mit Lochfassade und Walmdach, durch expressionistisches Formengut belebt, dabei zumeist die Eingangsachsen bzw. Treppenhäuser akzentuiert, baugeschichtlich und stadtentwicklungsgeschichtlich bedeutsame Siedlungsanlage (Einzeldenkmal zu ID-Nr. 09304652) | 09213594 |
|                                         | Einzeldenkmal der Sachgesamtheit Siedlung Schulze-Delitzsch-Straße: Häuserzeile                                                                                | Lewickistraße 31; 33; 35; 37; 39 (Karte)                           | 1927 (Mehrfamilienwohnhaus) | traditionelle Geschossbauten der 1920er Jahre mit Lochfassade und Walmdach, durch expressionistisches Formengut belebt, dabei zumeist die Eingangsachsen bzw. Treppenhäuser akzentuiert, baugeschichtlich und stadtentwicklungsgeschichtlich bedeutsame Siedlungsanlage (Einzeldenkmal zu ID-Nr. 09304652) | 09218790 |
|                                         | Einzeldenkmal der Sachgesamtheit Siedlung Schulze-Delitzsch-Straße: Häuserzeile                                                                                | Lewickistraße 32; 34; 36; 38; 40; 42; 44; 46; 48; 50; 52 (Karte)   | bezeichnet 1927 (Mehrfamilienwohnhaus) | traditionelle Geschossbauten der 1920er Jahre mit Lochfassade und Walmdach, durch expressionistisches Formengut belebt, dabei zumeist die Eingangsachsen bzw. Treppenhäuser akzentuiert, baugeschichtlich und stadtentwicklungsgeschichtlich bedeutsame Siedlungsanlage (Einzeldenkmal zu ID-Nr. 09304652) | 09218791 |
|                                         | Einzeldenkmal der Sachgesamtheit Siedlung Schulze-Delitzsch-Straße: Häuserzeile (zus. mit Lewickistraße 43, einschl. Durchgang/Tor zur Toeplerstraße)          | Lewickistraße 43 (Karte)                                           | 1927 (Mehrfamilienwohnhaus) | traditionelle Geschossbauten der 1920er Jahre mit Lochfassade und Walmdach, durch expressionistisches Formengut belebt, dabei zumeist die Eingangsachsen bzw. Treppenhäuser akzentuiert, baugeschichtlich und stadtentwicklungsgeschichtlich bedeutsame Siedlungsanlage (Einzeldenkmal zu ID-Nr. 09304652) | 09218799 |
|                                         | Einzeldenkmal der Sachgesamtheit Siedlung Schulze-Delitzsch-Straße: Häuserzeile                                                                                | Lewickistraße 45; 47; 49; 51; 53; 55a; 55b; 57; 59; 61; 63 (Karte) | 1927 (Mehrfamilienwohnhaus) | traditionelle Geschossbauten der 1920er Jahre mit Lochfassade und Walmdach, durch expressionistisches Formengut belebt, dabei zumeist die Eingangsachsen bzw. Treppenhäuser akzentuiert, baugeschichtlich und stadtentwicklungsgeschichtlich bedeutsame Siedlungsanlage (Einzeldenkmal zu ID-Nr. 09304652) | 09213592 |
|                                         | Einzeldenkmal der Sachgesamtheit Siedlung Schulze-Delitzsch-Straße: Häuserzeile (zus. mit Lewickistraße 54 und Nagelstraße 37)                                 | Lewickistraße 54 (Karte)                                           | 1927 (Mehrfamilienwohnhaus) | traditionelle Geschossbauten der 1920er Jahre mit Lochfassade und Walmdach, durch expressionistisches Formengut belebt, dabei zumeist die Eingangsachsen bzw. Treppenhäuser akzentuiert, baugeschichtlich und stadtentwicklungsgeschichtlich bedeutsame Siedlungsanlage (siehe auch Sachgesamtheit 09304652) | 09218797 |
|                                         | Einzeldenkmal der Sachgesamtheit Siedlung Schulze-Delitzsch-Straße: Häuserzeile (zus. mit Lewickistraße 65 und Toeplerstraße 68)                               | Lewickistraße 65 (Karte)                                           | 1927 (Mehrfamilienwohnhaus) | traditionelle Geschossbauten der 1920er Jahre mit Lochfassade und Walmdach, durch expressionistisches Formengut belebt, dabei zumeist die Eingangsachsen bzw. Treppenhäuser akzentuiert, baugeschichtlich und stadtentwicklungsgeschichtlich bedeutsame Siedlungsanlage (Einzeldenkmal zu ID-Nr. 09304652) | 09213589 |
|                                         | Villa | Marienberger Straße 63c (Karte)                                    | um 1900 (Villa) | zeittypischer, repräsentativer Villenbau, Putzfassade mit Natursteinsockel, Ansicht dominiert von hohem Dach mit Zierfachwerkgiebeln, architekturhistorische Bedeutung Landhaus des Gartenbaumeisters Paul Hauber | 09213558 |
| Weitere Bilder                          | Bethlehemkirche | Marienberger Straße 65 (Karte)                                     | 1950–1951 (Kirche), 1954 (Taufe) | Kirche mit Ausstattung; Langhaus mit vorgelagertem Turm und seitlichem überdachtem Eingang, traditionalistisch und zugleich moderat moderner Bau der 1950er Jahre, einer der ersten Kirchenneubauten der DDR, baugeschichtlich und kirchengeschichtlich sowie künstlerisch bedeutend, außerdem mit lokalem Seltenheitswert, da einer der wenigen Kirchenneubauten zwischen 1945 und 1989 in Dresden überhaupt | 09213587 |
|                                         | Mietshaus in Ecklage und offener Bebauung | Marienberger Straße 66 (Karte)                                     | um 1900 (Mietshaus) | zeittypisch historisierender Klinkerbau mit Natursteingliederung, Kopflage betont durch repräsentative Eckausbildung mit Risaliten und Schmuckgiebeln, baugeschichtlich und städtebaulich bedeutend | 09213552 |
|                                         | Doppelmietshaus mit Einfriedung in offener Bebauung | Marienberger Straße 73; 75 (Karte)                                 | um 1890 (Doppelmietshaus) | schlichter, historisierender Putzbau, Ansicht geprägt von Mittelrisaliten mit Schmuckgiebeln, baugeschichtliche Bedeutung | 09213547 |
|                                         | Gemeindeamt Tolkewitz (ehem.) | Marienberger Straße 86 (Karte)                                     | 1905 (Mietshaus) | Mietshaus in Ecklage und offener Bebauung mit Einfriedung; städtebaulich markanter historisierender Bau mit abgerundeter Ecke, zeitweilig Sparkasse und Gemeindeamt von Tolkewitz, ortsgeschichtlich und baugeschichtlich bedeutend, 1905–1912 Gemeindeverwaltung, anschließend bis 1927 Post sowie Polizeirevier, nach 1945 Wohnhaus. | 09213546 |
|                                         | Mietvilla mit Einfriedung | Nagelstraße 4 (Karte)                                              | nach 1900 (Mietvilla) | repräsentativer Bau vom Anfang des 20. Jahrhunderts, Putzfassade mit Natursteingliederung und Mansardwalmdach, Ansicht geprägt von Ecktürmchen, Schmuckgiebeln und Loggien, architekturgeschichtliche Bedeutung | 09218793 |
|                                         | Einzeldenkmal der Sachgesamtheit Siedlung Schulze-Delitzsch-Straße: Häuserzeile                                                                                | Nagelstraße 7; 9; 11 (Karte)                                       | 1927 (Mehrfamilienwohnhaus) | traditionelle Geschossbauten der 1920er Jahre mit Lochfassade und Walmdach, durch expressionistisches Formengut belebt, dabei zumeist die Eingangsachsen bzw. Treppenhäuser akzentuiert, baugeschichtlich und stadtentwicklungsgeschichtlich bedeutsame Siedlungsanlage (Einzeldenkmal zu ID-Nr. 09304652) | 09213590 |
|                                         | Einzeldenkmal der Sachgesamtheit Siedlung Schulze-Delitzsch-Straße: Häuserzeile                                                                                | Nagelstraße 12; 14; 16; 18 (Karte)                                 | 1927 (Mehrfamilienwohnhaus) | traditionelle Geschossbauten der 1920er Jahre mit Lochfassade und Walmdach, durch expressionistisches Formengut belebt, dabei zumeist die Eingangsachsen bzw. Treppenhäuser akzentuiert, baugeschichtlich und stadtentwicklungsgeschichtlich bedeutsame Siedlungsanlage (Einzeldenkmal zu ID-Nr. 09304652) | 09218794 |
|                                         | Einzeldenkmal der Sachgesamtheit Siedlung Schulze-Delitzsch-Straße: Häuserzeile (zus. mit Nagelstraße 13 und Lewickistraße 30)                                 | Nagelstraße 13 (Karte)                                             | 1927 (Mehrfamilienwohnhaus) | traditionelle Geschossbauten der 1920er Jahre mit Lochfassade und Walmdach, durch expressionistisches Formengut belebt, dabei zumeist die Eingangsachsen bzw. Treppenhäuser akzentuiert, baugeschichtlich und stadtentwicklungsgeschichtlich bedeutsame Siedlungsanlage (Einzeldenkmal zu ID-Nr. 09304652) | 09213594 |
|                                         | Einzeldenkmal der Sachgesamtheit Siedlung Schulze-Delitzsch-Straße: Häuserzeile                                                                                | Nagelstraße 15; 17; 19; 21; 23; 25; 27; 29; 31; 33; 35 (Karte)     | 1927 (Mehrfamilienwohnhaus) | traditionelle Geschossbauten der 1920er Jahre mit Lochfassade und Walmdach, durch expressionistisches Formengut belebt, dabei zumeist die Eingangsachsen bzw. Treppenhäuser akzentuiert, baugeschichtlich und stadtentwicklungsgeschichtlich bedeutsame Siedlungsanlage (Einzeldenkmal zu ID-Nr. 09304652) | 09218795 |
|                                         | Einzeldenkmal der Sachgesamtheit Siedlung Schulze-Delitzsch-Straße: Häuserzeile (zus. mit Lewickistraße 54 und Nagelstraße 37)                                 | Nagelstraße 37 (Karte)                                             | 1927 (Mehrfamilienwohnhaus) | traditionelle Geschossbauten der 1920er Jahre mit Lochfassade und Walmdach, durch expressionistisches Formengut belebt, dabei zumeist die Eingangsachsen bzw. Treppenhäuser akzentuiert, baugeschichtlich und stadtentwicklungsgeschichtlich bedeutsame Siedlungsanlage (siehe auch Sachgesamtheit 09304652) | 09218797 |
| Weitere Bilder                          | Dresdner Spar- und Bauverein Tolkewitz | Österreicher Straße 1; 1b; 1c; 1d; 1e (Karte)                      | 1936–1937 (Mehrfamilienwohnhaus) | Drei Gebäude einer Wohnanlage, durch Pforten verbunden und Bildwerk; eine Häuserzeile und zwei Wohnhäuser, zeittypische traditionalistische Bauten, mit Relieftafeln des Dresdner Spar- und Bauvereins, baugeschichtlich und stadtentwicklungsgeschichtlich bedeutend | 09213588 |
|                                         | Mietshaus in Ecklage und offener Bebauung mit Teil der Einfriedung                                                                                             | Salbachstraße 1 (Karte)                                            | um 1900 (Mietshaus) | zeittypischer, platzbildprägender Klinkerbau mit Natursteingliederung und Holzbalkonen, Kopflage durch verbrochene Ecke und zwei oktogonale Türmchen betont, architekturgeschichtliche Bedeutung | 09213553 |
|                                         | 44. Oberschule Konrad Wolf (ehem.): Schule mit Turnhalle und Einfriedung                                                                                       | Salbachstraße 10 (Karte)                                           | 1902 (Schule) | straßenseitiger Flügel historisierender Putzbau mit repräsentativem Eingangsbereich, westlicher Flügel Erweiterungsbau im Reformstil, ortsgeschichtliche und baugeschichtliche Bedeutung | 09213548 |
|                                         | Wohnhaus in offener Bebauung und Ecklage mit Gaststätte | Schlömilchstraße 1 (Karte)                                         | um 1900 (Wohnhaus) | historisierender Putzbau der Jahrhundertwende, Ecklage mit Gaststätteneingang und Ecktürmchen, baugeschichtlicher Wert | 09213573 |
| Weitere Bilder                          | Straßenbahnhof Tolkewitz; Städtisches Volksbad | Schlömilchstraße 2; 4; 6 (Karte)                                   | bis 1899, Betriebshof, Verwaltung, 2 Wagenhallen (Straßenbahndepot), 1899–1901 (Wohnhaus), 1899–1901 (Kohlekraftwerk)                            | Straßenbahnhof, Anlage mit Wohnhaus (Schlömilchstraße 2), Gebäude für Energieversorgung/Kraftstation (Schlömilchstraße 4, später Volksbad), Torbogen, Werkstattgebäude einschl. Konstruktionsbüros und Festsaal (Kipsdorfer Straße 153b, Schlömilchstraße 6), Dienstgebäude (Wehlener Straße 38) sowie der Fläche mit den Gleisanlagen an der Wehlener Straße, etwa 10 Stahlfachwerkbindern in einer neuen Pausenhalle sowie den Giebelwänden an der Kipsdorfer Straße (Kipsdorfer Straße 153); lange Zeit größtes Wagendepot der Stadt Dresden, ortsgeschichtlich bedeutend, als Zeugnis der Architekturentwicklung zwischen dem ausgehenden 19. Jahrhundert und der Zeit um 1955 auch baugeschichtlich von Belang. | 09213560 |
|                                         | Einzeldenkmal der Sachgesamtheit Siedlung Schulze-Delitzsch-Straße: Häuserzeile                                                                                | Schulze-Delitzsch-Straße 10; 12; 14; 16; 18 (Karte)                | 1927 (Mehrfamilienwohnhaus) | traditionelle Geschossbauten der 1920er Jahre mit Lochfassade und Walmdach, durch expressionistisches Formengut belebt, dabei zumeist die Eingangsachsen bzw. Treppenhäuser akzentuiert, baugeschichtlich und stadtentwicklungsgeschichtlich bedeutsame Siedlungsanlage (Einzeldenkmal zu ID-Nr. 09304652) | 09218800 |
|                                         | Einzeldenkmal der Sachgesamtheit Siedlung Schulze-Delitzsch-Straße: Häuserzeile (zus. mit Nagelstraße 13 und Lewickistraße 30)                                 | Schulze-Delitzsch-Straße 13; 15; 17 (Karte)                        | 1927 (Mehrfamilienwohnhaus) | traditionelle Geschossbauten der 1920er Jahre mit Lochfassade und Walmdach, durch expressionistisches Formengut belebt, dabei zumeist die Eingangsachsen bzw. Treppenhäuser akzentuiert, baugeschichtlich und stadtentwicklungsgeschichtlich bedeutsame Siedlungsanlage (Einzeldenkmal zu ID-Nr. 09304652) | 09213594 |
|                                         | Einzeldenkmal der Sachgesamtheit Siedlung Schulze-Delitzsch-Straße: Häuserzeile (zus. mit Lewickistraße 43, einschl. Durchgang/Tor zur Toeplerstraße)          | Schulze-Delitzsch-Straße 19; 21 (Karte)                            | 1927 (Mehrfamilienwohnhaus) | traditionelle Geschossbauten der 1920er Jahre mit Lochfassade und Walmdach, durch expressionistisches Formengut belebt, dabei zumeist die Eingangsachsen bzw. Treppenhäuser akzentuiert, baugeschichtlich und stadtentwicklungsgeschichtlich bedeutsame Siedlungsanlage (Einzeldenkmal zu ID-Nr. 09304652) | 09218799 |
|                                         | Einzeldenkmal der Sachgesamtheit Siedlung Schulze-Delitzsch-Straße: Häuserzeile                                                                                | Schulze-Delitzsch-Straße 20; 22; 24; 26; 28 (Karte)                | 1927 (Mehrfamilienwohnhaus) | traditionelle Geschossbauten der 1920er Jahre mit Lochfassade und Walmdach, durch expressionistisches Formengut belebt, dabei zumeist die Eingangsachsen bzw. Treppenhäuser akzentuiert, baugeschichtlich und stadtentwicklungsgeschichtlich bedeutsame Siedlungsanlage (Einzeldenkmal zu ID-Nr. 09304652) | 09213593 |
|                                         | Einzeldenkmal der Sachgesamtheit Siedlung Schulze-Delitzsch-Straße: Häuserzeile                                                                                | Schulze-Delitzsch-Straße 30; 32; 34; 36; 38 (Karte)                | 1927 (Mehrfamilienwohnhaus) | traditionelle Geschossbauten der 1920er Jahre mit Lochfassade und Walmdach, durch expressionistisches Formengut belebt, dabei zumeist die Eingangsachsen bzw. Treppenhäuser akzentuiert, baugeschichtlich und stadtentwicklungsgeschichtlich bedeutsame Siedlungsanlage (Einzeldenkmal zu ID-Nr. 09304652) | 09218801 |
|                                         | Einfriedung | Theodorstraße 1 (Karte)                                            | um 1900 (Toreinfahrt), um 1900 (Einfriedung) | flankiert von Ziegelpfeiler, Drahtzaunfeldern auf Ziegelsockel, vor allem straßenbildprägend | 09218802 |
|                                         | Mietshaus mit Einfriedung in offener Bebauung | Theodorstraße 3 (Karte)                                            | um 1900 (Mietshaus) | zeittypischer Putzbau geprägt von hohem Mansardwalmdach, offenen Holzloggien und Giebel mit Zierfachwerk, baugeschichtlich von Bedeutung | 09218803 |
|                                         | Einfriedung | Theodorstraße 5 (Karte)                                            | um 1900 (Einfriedung) | auf Sandsteinsockel schmiedeeiserne Zaunsfelder mit Jugendstildekor, vor allem straßenbildprägend | 09218804 |
|                                         | Mietshaus mit Einfriedung in offener Bebauung | Theodorstraße 8 (Karte)                                            | um 1865 (Mietshaus) | zeittypisch, historisierender Mietshausbau mit Mansardwalmdach, Putzfassade belebt durch variierende Fensterbekrönungen, straßenseitig geprägt von Mittelrisalit mit Schmuckgiebel, baugeschichtliche Bedeutung | 09218806 |
|                                         | Mietshaus mit Einfriedung in Ecklage und offener Bebauung | Theodorstraße 10 (Karte)                                           | nach 1900 (Mietshaus) | charakteristischer Putzbau mit Natursteingliederung vom Anfang des 20. Jahrhunderts, Ansicht geprägt von Ecktürmchen mit Zierfachwerk, Schmuckgiebeln und Standerkern, von baugeschichtliche Bedeutung und ortsbildprägend | 09218807 |
|                                         | Einzeldenkmal der Sachgesamtheit Siedlung Schulze-Delitzsch-Straße: Häuserzeile einschl. zwei Durchgängen an den Ecken zur Lewickistraße und zur Toeplerstraße | Theodorstraße 12; 14 (Karte)                                       | 1927 (Mehrfamilienwohnhaus) | Häuserzeile (zus. mit Lewickistraße 29 und Toeplerstraße 28 einschl. zwei figurengeschmückten Durchgängen/Toren an den Ecken zur Lewickistraße und zur Toeplerstraße); traditionelle Geschossbauten der 1920er Jahre mit Lochfassade und Walmdach, durch expressionistisches Formengut belebt, dabei zumeist die Eingangsachsen bzw. Treppenhäuser akzentuiert, baugeschichtlich und stadtentwicklungsgeschichtlich bedeutsame Siedlungsanlage (Einzeldenkmal zu ID-Nr. 09304652) | 09218808 |
|                                         | Doppelmietshaus in offener Bebauung und Ecklage mit Einfriedung                                                                                                | Toeplerstraße 8; 10 (Karte)                                        | nach 1900 (Doppelmietshaus) | repräsentativer Putzbau mit Natursteingliederung vom Anfang des 20. Jahrhunderts mit Jugendstilanklängen, Ansicht geprägt von variierenden Fensterformaten, Ecktürmchen mit Zierfachwerk, Schmuckgiebeln, Standerkern und Balkonen, baugeschichtliche und ortsbildprägende Bedeutung | 09213555 |
|                                         | Doppelwohnhaus in offener Bebauung mit Einfriedung | Toeplerstraße 16; 18 (Karte)                                       | 1909–1910, nach Adressbuch (Doppelwohnhaus) | zeittypischer Wohnhausbau von 1909/1910 mit Elementen des Reformstils, Ansicht der Putzfassade geprägt von hohem Dach und dominierenden Seitenrisaliten, baugeschichtliche Bedeutung | 09213556 |
|                                         | Doppelwohnhaus in offener Bebauung | Toeplerstraße 24; 26 (Karte)                                       | um 1930 (Doppelwohnhaus) | traditionalistischer Bau der 1930er Jahre, Putzfassade, Walmdach, belebt durch Holzklappläden, klinkergefasste Eingangsbereiche mit expressionistischen Gestaltungselementen, baugeschichtliche Bedeutung | 09213557 |
|                                         | Einzeldenkmal der Sachgesamtheit Siedlung Schulze-Delitzsch-Straße: Häuserzeile einschl. zwei Durchgängen an den Ecken zur Lewickistraße und zur Toeplerstraße | Toeplerstraße 28 (Karte)                                           | 1927 (Mehrfamilienwohnhaus) | Häuserzeile (zus. mit Lewickistraße 29 und Toeplerstraße 28 einschl. zwei figurengeschmückten Durchgängen/Toren an den Ecken zur Lewickistraße und zur Toeplerstraße); traditionelle Geschossbauten der 1920er Jahre mit Lochfassade und Walmdach, durch expressionistisches Formengut belebt, dabei zumeist die Eingangsachsen bzw. Treppenhäuser akzentuiert, baugeschichtlich und stadtentwicklungsgeschichtlich bedeutsame Siedlungsanlage (Einzeldenkmal zu ID-Nr. 09304652) | 09218808 |
|                                         | Einzeldenkmal der Sachgesamtheit Siedlung Schulze-Delitzsch-Straße: Häuserzeile                                                                                | Toeplerstraße 30; 32; 34; 36; 38; 40; 42; 44; 46 (Karte)           | 1927 (Mehrfamilienwohnhaus) | traditionelle Geschossbauten der 1920er Jahre mit Lochfassade und Walmdach, durch expressionistisches Formengut belebt, dabei zumeist die Eingangsachsen bzw. Treppenhäuser akzentuiert, baugeschichtlich und stadtentwicklungsgeschichtlich bedeutsame Siedlungsanlage (Einzeldenkmal zu ID-Nr. 09304652) | 09218810 |
|                                         | Einzeldenkmal der Sachgesamtheit Siedlung Schulze-Delitzsch-Straße: Häuserzeile                                                                                | Toeplerstraße 48; 50; 52; 54; 56 (Karte)                           | 1927 (Mehrfamilienwohnhaus) | traditionelle Geschossbauten der 1920er Jahre mit Lochfassade und Walmdach, durch expressionistisches Formengut belebt, dabei zumeist die Eingangsachsen bzw. Treppenhäuser akzentuiert, baugeschichtlich und stadtentwicklungsgeschichtlich bedeutsame Siedlungsanlage (Einzeldenkmal zu ID-Nr. 09304652) | 09213595 |
|                                         | Einzeldenkmal der Sachgesamtheit Siedlung Schulze-Delitzsch-Straße: Häuserzeile                                                                                | Toeplerstraße 58; 60; 62; 64; 66 (Karte)                           | 1927 (Mehrfamilienwohnhaus) | traditionelle Geschossbauten der 1920er Jahre mit Lochfassade und Walmdach, durch expressionistisches Formengut belebt, dabei zumeist die Eingangsachsen bzw. Treppenhäuser akzentuiert, baugeschichtlich und stadtentwicklungsgeschichtlich bedeutsame Siedlungsanlage (Einzeldenkmal zu ID-Nr. 09304652) | 09218811 |
|                                         | Einzeldenkmal der Sachgesamtheit Siedlung Schulze-Delitzsch-Straße: Häuserzeile (zus. mit Lewickistraße 65 und Toeplerstraße 68)                               | Toeplerstraße 68 (Karte)                                           | 1927 (Mehrfamilienwohnhaus) | traditionelle Geschossbauten der 1920er Jahre mit Lochfassade und Walmdach, durch expressionistisches Formengut belebt, dabei zumeist die Eingangsachsen bzw. Treppenhäuser akzentuiert, baugeschichtlich und stadtentwicklungsgeschichtlich bedeutsame Siedlungsanlage (Einzeldenkmal zu ID-Nr. 09304652) | 09213589 |
|                                         | Villa Emmaus; Villa Löschke | Tolkewitzer Straße 71; 73; 75 (Karte)                              | 1860 (Villa) | Villa, Nebengebäude mit Kutscherwohnung, parkartig gestalteter Garten und Einfriedung (bei Nr. 75 nur Einfriedung und Garten); bemerkenswert frühe Adaption der Deutschen Renaissance, wirkt in den Elbraum, baugeschichtlich, künstlerisch und landschaftsgestalterisch bedeutend. Gartenanlage zur Villa Emmaus Nr. 73 nach Entwurf von Christian Friedrich Arnold. | 09213537 |
|                                         | Einfamilienhaus mit Einfriedung | Tolkewitzer Straße 77 (Karte)                                      | 1930er Jahre (Einfamilienwohnhaus) | charakteristischer traditioneller Bau um 1930 und der 1930er Jahre, mit Walmdach, Fassaden sachlich und mit wenigen Schmuckelementen, architekturgeschichtliche von Wert, als Teil von Neugruna stadtentwicklungsgeschichtlich bedeutend | 09213538 |
|                                         | Mietvilla mit Einfriedung | Tolkewitzer Straße 86 (Karte)                                      | nach 1900 (Mietvilla) | zeittypischer Bau vom Anfang des 20. Jahrhunderts, Putzfassade mit Natursteingliederung und Mansardwalmdach, straßenseitige Ansicht geprägt von historisierendem Mittelrisalit, seitliche Ansichten dominiert von Giebeln mit auffälligem Zierfachwerk, baugeschichtliche, straßenbildprägende und stadtentwicklungsgeschichtliche Bedeutung | 09213539 |
|                                         | Mietvilla mit Einfriedung | Tolkewitzer Straße 90 (Karte)                                      | bezeichnet 1901 (Mietvilla) | repräsentativer Bau von 1901 mit aufwendiger Fassadengestaltung im Stil der Neorenaissance, besonders reicher Putz- und Natursteindekor, Ansicht geprägt von Ecktürmchen, Schmuckgiebeln und hölzernen Loggien, baugeschichtliche, stadtentwicklungsgeschichtliche und straßenbildprägende Bedeutung | 09213540 |
|                                         | Mietvilla mit Einfriedung | Tolkewitzer Straße 92 (Karte)                                      | um 1900 (Mietvilla) | zeittypisch schlichter und historisierender Klinkerbau der Jahrhundertwende, baugeschichtliche und stadtentwicklungsgeschichtliche Bedeutung | 09213541 |
| Weitere Bilder                          | Steinkreuz | Wehlener Straße (Karte)                                            | vor 1500 (Mord- und Sühnekreuz) | anlässlich des Todes eines Menschen durch Totschlag oder Unfall errichtetes kreuzförmiges Erinnerungsmal, so genanntes Mord- und Sühnekreuz, ortsgeschichtlich bedeutsam, besonderer Wert auch wegen des hohen Alters | 09213585 |
| Weitere Bilder                          | Sachgesamtheit Johannisfriedhof | Wehlener Straße 13 (Karte)                                         | 1879–1881 (Friedhof), 1940 (Andachtsplatz) | Sachgesamtheit des Friedhofs in seiner gewachsenen funktionellen und gestalterischen Einheit mit Zentralfeierhalle, denkmalwerten Grabstätten, Brunnen sowie Friedhofseinfriedung einschl. Toranlagen und Toren; Anlage baugeschichtlich, künstlerisch, landschaftsgestalterisch sowie ortsgeschichtlich und personengeschichtlich bedeutend. | 09218864 |
| Weitere Bilder                          | Einzeldenkmale der Sachgesamtheit Johannisfriedhof: Zentralfeierhalle, denkmalwerte Grabstätten, Brunnen                                                       | Wehlener Straße 13 (Karte)                                         | 1909 (Einfriedung) | Einzeldenkmale der Sachgesamtheit Johannisfriedhof: Zentralfeierhalle (Kapelle mit zwei Leichen- und einer Parentationshalle), denkmalwerte Grabstätten, Brunnen von August Schreitmüller (bez. »A. SCHREITMÜLLER«) im Grabfeld 5L, Gedenkstätten für die Opfer des Kapp-Putsches im Grabfeld 5L, für die im Keglerheim ermordeten Antifaschisten im Grabfeld 3A, für die Opfer des 13. Februars 1945 mit Gedenkstein und Brunnen, für die tschechoslowakischen und polnischen Widerstandskämpfer im Grabfeld 3I und für sowjetische Kriegsgefangene im Grabfeld 5K, Ruhestätte der Albertinerinnen vom Mutterhaus Dresden im Grabfeld 5K, Gesamtheit der 1., 4. und 5. Bögen und der Grabfelder 2F, 2G, 2H, 3G, 3H und 3I sowie Friedhofseinfriedung einschließlich Toranlagen und Toren; baugeschichtlich, künstlerisch, landschaftsgestalterisch sowie ortsgeschichtlich und personengeschichtlich bedeutend (Einzeldenkmale zu ID-Nr. 09218864). | 09213564 |
| Weitere Bilder                          | Sachgesamtheit Urnenhain; Städtische Feuerbestattungsanstalt                                                                                                   | Wehlener Straße 15; 17 (Karte)                                     | um 1911 angelegt (Friedhof) | Friedhof in seiner gewachsenen funktionellen und gestalterischen Einheit mit folgenden Einzeldenkmalen: Krematorium einschließlich Wandelgang bzw. Urnenhof direkt hinter Feierhalle, Torhäusern, Wasserbecken, Brunnen, Bankstandorten, denkmalwerten Grabstätten, Gedenkstätte der KZ-Opfer im Urnenhof in Verlängerung der Birkenallee (Mauerstellen), nicht nur Gedenkstätte auch normale Gräber, Reihenmauerstellen, Kolumbarium sowie Einfriedungsmauern einschließlich Toranlage (Einzeldenkmale ID-Nr. 09213565) und Friedhofsgestaltung (Gartendenkmal) sowie Holzzaun im Bereich des Rosariums (Sachgesamtheitsteil); Friedhofsgestaltung mit halbrunder Vorfahrtsfläche vor dem Haupteingang, denkmalpflegerisch besonders bedeutsamen Grabfeldern: 50-, 80- und 100-Mark-Stellen, Großem Rosarium, Östlichem Teil mit Kleinem Rosarium, Mittelteil, Neuem Teil und weitere 50-Mark-Stellen, Neuem Park mit Terrassengarten, gliederndem Wegesystem mit Treppen und Terrassen, struktur- und raumbildender Bepflanzung, Blickbeziehungen in die Elblandschaft (Gartendenkmal), baugeschichtlich, künstlerisch, landschaftsgestalterisch sowie ortsgeschichtlich und personengeschichtlich bedeutend. | 09303120 |
|                                         | Einzeldenkmale der Sachgesamtheit Urnenhain; Städtische Feuerbestattungsanstalt: Krematorium einschl. Wandelgang bzw. Urnenhof direkt hinter der Feierhalle    | Wehlener Straße 15; 17 (Karte)                                     | um 1911 (Urnenhain), 1909–1911 (Krematorium), 1926 (Kolumbarium)                                                                                 | Einzeldenkmale der Sachgesamtheit Urnenhain; Städtische Feuerbestattungsanstalt: Krematorium einschl. Wandelgang bzw. Urnenhof direkt hinter Feierhalle, Torhäuser, Wasserbecken, Brunnen, Bankstandorte, denkmalwerten Grabstätten, Gedenkstätte der KZ-Opfer im Urnenhof in Verlängerung der Birkenallee (Mauerstellen), nicht nur Gedenkstätte auch normale Gräber, Reihenmauerstellen, Kolumbarium sowie Einfriedungsmauer einschl. Toranlage; baugeschichtlich, künstlerisch, landschaftsgestalterisch sowie ortsgeschichtlich und personengeschichtlich bedeutend (Einzeldenkmale zu ID-Nr. 09303120). | 09213565 |
|                                         | Mietshaus mit Ladenvorbau in offener Bebauung | Wehlener Straße 30 (Karte)                                         | um 1890 (Mietshaus) | schlichter Putzbau mit Zwerchhaus und Satteldach, der eingeschossige Ladenvorbau mit neoklassizistischer Front, baugeschichtliche Bedeutung und straßenbildprägend | 09213566 |
|                                         | Verkaufspavillon | Wehlener Straße 32 (Karte)                                         | um 1910 (Verkaufspavillon) | markanter, eingeschossiger Bau mit Pfeilerarkade und eigenwilliger Dachform mit Fledermausgaupe, ehemals Verkaufsstelle Blumenhalle Böhme (gegr. 1881) , baugeschichtlich bedeutend | 09213567 |
|                                         | Wohnhaus in offener Bebauung mit Ladenvorbau | Wehlener Straße 34 (Karte)                                         | um 1890 (Wohnhaus) | schlichter Putzbau mit Zwerchhaus und Satteldach, der eingeschossige Ladenvorbau mit neoklassizistischer Front, baugeschichtliche Bedeutung und straßenbildprägend | 09213568 |
| Weitere Bilder                          | Wasserwerk II; Grundwasserwerk Tolkewitz | Wehlener Straße 37 (Karte)                                         | 1896–1898 (Kessel- und Maschinenhaus), 1896 bis 1898 (Brunnenhaus), 1896 (Brunnen), 1896 bis 1898 (Beamtenwohnhaus), 1896 bis 1898 (Nebenanlage) | Anlage mit Sammelbrunnen, Maschinen- und Kesselhaus, Wohnhaus für die Betriebsbeamten, altem Brunnenhaus (ohne Anbau) sowie Einfriedung; repräsentative Anlage, Baulichkeiten hauptsächlich Naturstein in zeittypisch historisierender Gestaltung, baugeschichtlich, ortsgeschichtlich und technikgeschichtlich sowie landschaftsgestalterisch bedeutend. | 09213584 |
| Weitere Bilder                          | Straßenbahnhof Tolkewitz; Städtisches Volksbad | Wehlener Straße 38 (Karte)                                         | bis 1899, Betriebshof, Verwaltung, 2 Wagenhallen (Straßenbahndepot), 1899–1901 (Wohnhaus), 1899–1901 (Kohlekraftwerk)                            | Straßenbahnhof, Anlage mit Wohnhaus (Schlömilchstraße 2), Gebäude für Energieversorgung/Kraftstation (Schlömilchstraße 4, später Volksbad), Torbogen, Werkstattgebäude einschl. Konstruktionsbüros und Festsaal (Kipsdorfer Straße 153b, Schlömilchstraße 6), Dienstgebäude (Wehlener Straße 38) sowie der Fläche mit den Gleisanlagen an der Wehlener Straße, etwa 10 Stahlfachwerkbindern in einer neuen Pausenhalle sowie den Giebelwänden an der Kipsdorfer Straße (Kipsdorfer Straße 153); lange Zeit größtes Wagendepot der Stadt Dresden, ortsgeschichtlich bedeutend, als Zeugnis der Architekturentwicklung zwischen dem ausgehenden 19. Jahrhundert und der Zeit um 1955 auch baugeschichtlich von Belang. | 09213560 |
|                                         | Haubergut (ehem.) | Wehlener Straße 62 (Karte)                                         | bez. 1852 (Wohnstallhaus); bez. 1912 (Wohnstallhaus)                                                                                             | Wohnstallhaus, Seitengebäude und Nebengebäude mit Tordurchfahrt eines ehemaligen Vierseithofes; markante Hofanlage, heute Hotel mit Restaurant, Bäckerei und Wohnungen, baugeschichtlich und ortsgeschichtlich bedeutend. | 09213554 |
|                                         | Wohnhaus in offener Bebauung | Wilischstraße 8 (Karte)                                            | bezeichnet 1912 (Wohnhaus) | zeittypischer Wohnbau um 1910 mit Reformstilelementen, geprägt von Mittelrisalit und hohem Mansardwalmdach, baugeschichtliche Bedeutung | 09218990 |

## Ehemalige Kulturdenkmale
| Bild                                    | Bezeichnung                  | Lage            | Datierung | Beschreibung | ID |
| --------------------------------------- | ---------------------------- | --------------- | --------- | ------------ | -- |
| Direkt Bild zu diesem Denkmal hochladen | Wohnhaus in offener Bebauung | Alttolkewitz 27 |           | abgebrochen  |    |

## Ausführliche Denkmaltexte
1. ↑  
Sachgesamtheit Siedlung der Wohnungsbaugenossenschaft für Handwerk, Handel und Gewerbe Dresden und Umgebung e.G.m.b.H. mit den als Einzeldenkmalen erfassten Gebäuden: Häuserzeilen, Knappestraße 27, 29, 31, zus. Lewickistraße 54 u. Nagelstraße 37 – ID-Nr. 09218797, Knappestraße 33, 35, 37, zus. Lewickistraße 65 u. Toeplerstraße 68 – ID-Nr. 09213589, Lewickistraße 20, 22, 24, 26, 28 – ID-Nr. 09213591, Lewickistraße 31, 33, 35, 37, 39 – ID-Nr. 09218790, Lewickistraße 32, 34, 36, 38, 40, 42, 44, 46, 48, 50, 52 – ID-Nr. 09218791, Lewickistraße 45, 47, 49, 51, 53, 55, 55a, 55b, 57, 59, 61, 63 – ID-Nr. 09213592, Nagelstraße 7, 9, 11 – ID-Nr. 09213590, Nagelstraße 12, 14, 16, 18 – ID-Nr. 09218794, Nagelstraße 15, 17, 19, 21, 23, 25, 27, 29, 31, 33, 35 – ID-Nr. 09218795, Schulze-Delitzsch-Straße 10, 12, 14, 16, 18 – ID-Nr. 09218800, Schulze-Delitzsch-Straße 13, 15, 17, zus. Lewickistraße 30 u. Nagelstraße 13 – ID-Nr. 09213594, Schulze-Delitzsch-Straße 19, 21, zus. Lewickistraße 43 – ID-Nr. 09218799, Schulze-Delitzsch-Straße 20, 22, 24, 26, 28 – ID-Nr. 09213593, Schulze-Delitzsch-Straße 30, 32, 34, 36, 38 – ID-Nr. 09218801, Theodorstraße 12/14, zus. Lewickistraße 29 u. Toeplerstraße 28 – ID-Nr. 09218808, Toeplerstraße 30, 32, 34, 36, 38, 40, 42, 44, 46 – ID-Nr. 09218810, Toeplerstraße 48, 50, 52, 54, 56 – ID-Nr. 09213595, Toeplerstraße 58, 60, 62, 64, 66 – ID-Nr. 09218811 sowie Freiflächen vor und zwischen den Baulichkeiten (Sachgesamtheitsteil); Siedlung in etwa zwischen Knappestraße, Nagelstraße, Theodorstraße und Toeplerstraße, bestehend aus 18 Wohnblöcken, relativ symmetrische Anlage aus drei Quartieren, die sich um längsrechteckige Innenhöfe gruppieren und vereinzelten, sich daran anschließenden Gebäuden, Straßenkreuz Lewickistraße und Schulze-Delitzsch-Straße bildet städtebauliche Mitte, die zumeist sehr langen Häuserzeilen traditionelle Geschossbauten mit Lochfassade und Walmdach, durch expressionistisches Formengut belebt, dabei zumeist die Eingangsachsen bzw. Treppenhäuser akzentuiert, an einigen Stellen Sgraffiti mit Inschriften und figürlichen sowie ornamentalen Darstellungen, baugeschichtlich und stadtentwicklungsgeschichtlich bedeutsame Siedlungsanlage, erinnert zum einen an den Siedlungsbau der 1920er Jahre und zum anderen an den Wiederaufbau nach 1945, dabei die Fassaden mit gestalterischem Anspruch ausgeführt.
2. ↑  
Sachgesamtheit des Friedhofs in seiner gewachsenen funktionellen und gestalterischen Einheit mit Zentralfeierhalle, denkmalwerten Grabstätten, Brunnen im Grabfeld 5L, Gedenkstätten für die Opfer des Kapp-Putsches im Grabfeld 5L, für die im Keglerheim ermordeten Antifaschisten im Grabfeld 3A, für die Opfer des 13. Februars 1945 mit Gedenkstein und Brunnen, für die tschechoslowakischen und polnischen Widerstandskämpfer im Grabfeld 3I und für sowjetische Kriegsgefangene im Grabfeld 5K, Ruhestätte der Albertinerinnen vom Mutterhaus Dresden im Grabfeld 5K, Gesamtheit der 1., 4. und 5. Bögen und der Grabfelder 2F, 2G, 2H, 3G, 3H und 3I sowie Friedhofseinfriedung einschließlich Toranlagen und Toren (Einzeldenkmale ID-Nr. 09213564), gliederndem Wegesystem, struktur- und raumbildender Bepflanzung sowie dem außerhalb der Einfriedung liegenden Grundstücksstreifen (als Sachgesamtheitsteile); Anlage baugeschichtlich, künstlerisch, landschaftsgestalterisch sowie ortsgeschichtlich und personengeschichtlich bedeutend.